# Exceptionnalisme américain
 (mai 2010).
Si vous disposez d'ouvrages ou d'articles de référence ou si vous connaissez des sites web de qualité traitant du thème abordé ici, merci de compléter l'article en donnant les références utiles à sa vérifiabilité et en les liant à la section « Notes et références ».
L'exceptionnalisme américain est une théorie politique et philosophique qui considère que les États-Unis occupent une place spéciale parmi les nations du monde en termes de sentiment national, d'évolution historique, et d'institutions politiques et religieuses.
Elle constitue une déclinaison de l'idéologie de la Destinée manifeste.
Les origines de cette théorie sont attribuées à Alexis de Tocqueville qui affirmait que les États-Unis, alors âgés d'un peu plus de 50 ans, détenaient une place spéciale parmi les nations en raison de leur système démocratique unique. La théorie de l'exceptionnalisme américain a également été largement développée et popularisée pendant la guerre froide, connaissant une résurgence particulière après la dislocation de l'Union soviétique.
Cette théorie a été propagée par des hommes politiques des années 1940 à 1960, et par des intellectuels dont l'un des plus connus est Talcott Parsons. Cette doctrine a en revanche été combattue par Pitirim Sorokin.